# 黃縉 (天順進士)
黃縉（1420年—？），字世用，直隸保定府安州人，明朝政治人物。進士出身。

## 生平
順天府鄉試第一百九十八名。天順元年（1457年）丁丑科會試第六十九名，殿試登進士第三甲第一百零八名。

## 家族
曾祖黃則善。祖父黃靜安。父亲黃仲恭。